# 닷넷 마이크로 프레임워크
닷넷 마이크로 프레임워크(영어: .NET Micro Framework)은 최소 256KB의 플래시와 64KB의 RAM 같은 소형 아키텍처를 탑재한 장치에 닷넷 프레임워크를 사용하기 위한 목적으로 개발된 전용 소프트웨어 프레임워크이다. 닷넷 공통 언어 런타임(CLR) 소형 버전이 들어있고, 비주얼 스튜디오로 C#, 비주얼 베이직 닷넷을 작성할 수 있고, 디버깅을 지원한다. 주로 닷넷 기본 클래스 라이브러리로 WCF을 구현하고, WPF 기반의 GUI 프레임워크 및 웹서비스 스택 기반 SOAP 및 WSDL를 다룰수 있다. 여기에 임베디드 응용 프로그램에 특정한 라이브러리가 추가되어 있다.
마이크로 프레임워크는 임베디드 개발자가 데스크톱 응용 프로그램 개발자가 사용하는 최신 기술과 도구에 액세스를 할 수 있게 함으로써 임베디드 개발을 보다 쉽고 빠르게 하는 목표로 개발되었다. 또한 데스크톱 닷넷 개발자는 임베디드 시스템에서 자신의 기술을 사용하여 자격이있는 임베디드 개발을 더 늘릴 수 있다.

## 같이 보기
- 닷넷 프레임워크
- 임베디드 시스템